# يوهانس نيفلين
يوهانس نيفلين (بالألمانية: Johannes Nefflen) (ولد في أوبرستينفيلد 1789 – مات في ماريلاند 1858) هو أديب وكاتب ساخر ألماني. ضمن أعماله المسرحية نقدا لأحوال المجتمع في مملكة فيرتمبرج.

## حياته
ولد يوهانس نيفلين ابنا لصانع براميل في أوبرستينفيلد. وبعد موت الأب تزوجت الأم من مدير مدرسة, فأرسل الصغير إلى مؤسسة تعليمية راقية في إسلنج الواقعة على نهر النيكار. وبسبب رؤاه السياسية، حكم عليه عام 1838 بالسجن في لودفيجسبورج. وحين ماتت زوجته باع الأراضي التي كان يمتلكها، وانتقل إلى هال حيث عمل هناك محررا في الصحف الأسبوعية.
ولكونه مؤسسا ورئيسا للاتحاد الديموقراطي، فقد طورد من جديد وهرب إلى شتراسبورج. ومن هناك هاجر إلى الولايات المتحدة، واستقر في ماريلاند. وهناك مات في 6 نوفمبر 1858 عن عمر يناهز الثمانية والستين عاما.

## أعماله
1. قصائد للشعب